# Puente Bolognesi (Arequipa)
El puente Bolognesi, antiguamente conocido como Puente Real y Puente Viejo, es un puente ubicado en la ciudad de Arequipa (Perú) y cruza el río Chili.
Se encuentra cerca del Monasterio de Santa Catalina. Es una de las construcciones más antiguas de Arequipa. La obra inició en 1577 a cargo del arquitecto Juan de Aldaná Duró. Tiene varios arcos. Fue construido con base en sillar. La construcción culminó en 1608. Es uno de los puentes mejor conservados de Arequipa.

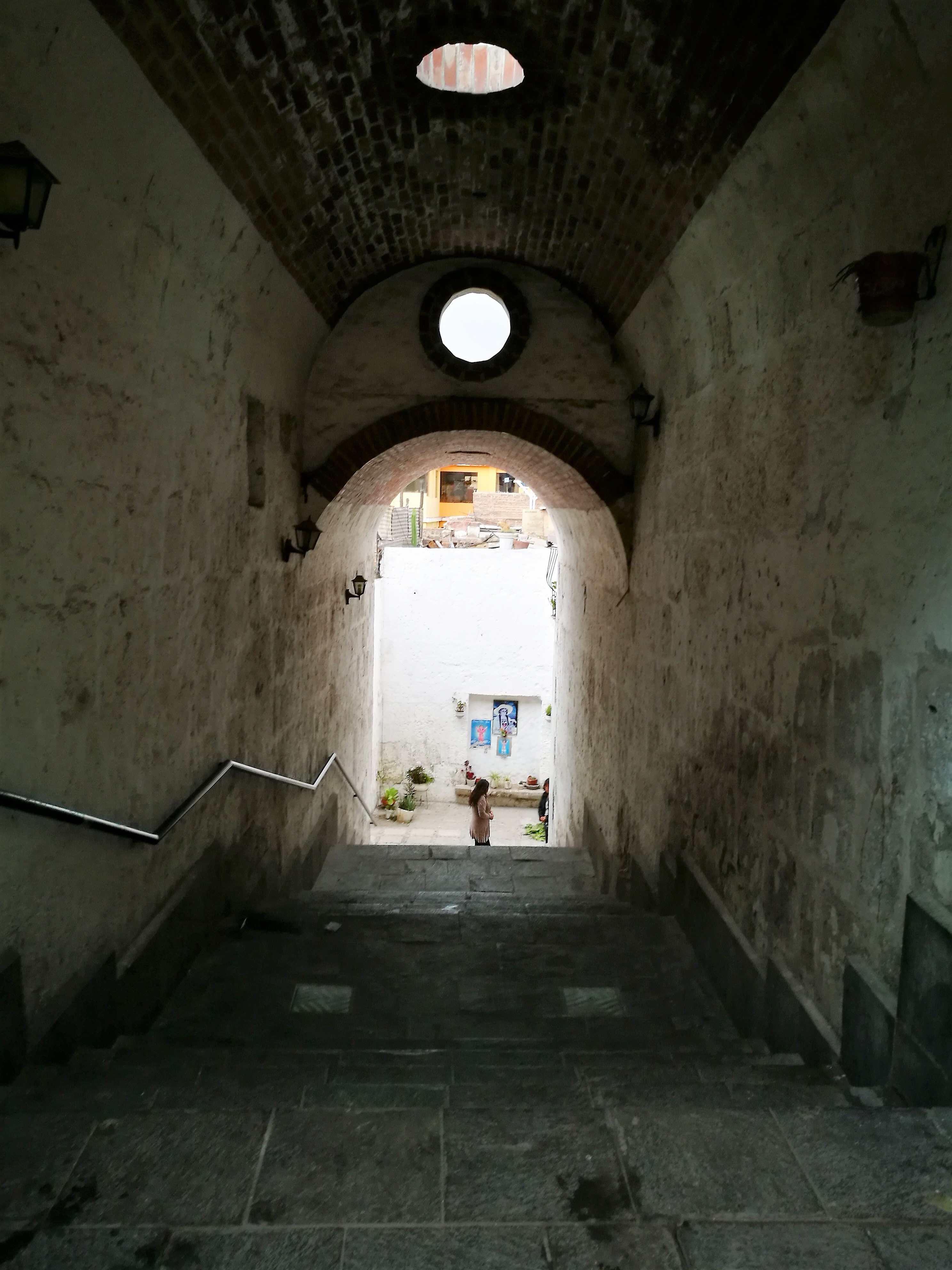